# Zentsū-ji
Le Byōbuura Gogakusan Tanjō-in Zentsū-ji (屏風浦五岳山誕生院善通寺) est un temple bouddhiste de la secte Shingon situé à Zentsūji, préfecture de Kagawa au Japon. Il a été fondé en 813 par Zentsū Saeki, père de Kūkai. L'académie de l'est (Tō-in) et l'académie de l'ouest (Sai-in) se trouvent à l'intérieur de l'enceinte de Zentsu-ji. L'académie de l'ouest est le lieu de naissance de Kūkai. 
Zentsū-ji est le soixante-quinzième des quatre-vingt-huit temples du pèlerinage de Shikoku.
En 2015, il est désigné Japan Heritage avec les 87 autres temples du pèlerinage de Shikoku.

## Liste des bâtiments

### Tō-in
- Pagode -  reconstruite en 1884; bien culturel tangible du Japon enregistré.
- Hon-dō - reconstruit en 1700; bien culturel tangible du Japon enregistré.
- Shakadō - reconstruit en 1673-1681; bien culturel tangible du Japon enregistré.
- Shōrō - bien culturel tangible du Japon enregistré.
- Nandaimon- bien culturel tangible du Japon enregistré.
- Chūmon

### Sai-in
- Goeidō - reconstruit en 1831; bien culturel tangible du Japon enregistré.
- Porte niō - reconstruite en 1889; bien culturel tangible du Japon enregistré.
- Gomadō - reconstruit en 1889; bien culturel tangible du Japon enregistré.
- Henjōkaku

## Trésors du temple
- Fleuron en bronze doré d'un bâton de pèlerin - trésor national du Japon
- Préface au Sūtra du Lotus  décorée de Bouddhas - trésor national du Japon
- Jizō Bosatsu ryūzō - bien culturel important du Japon
- Kichijōten ryūzō - bien culturel important du Japon

## Galerie

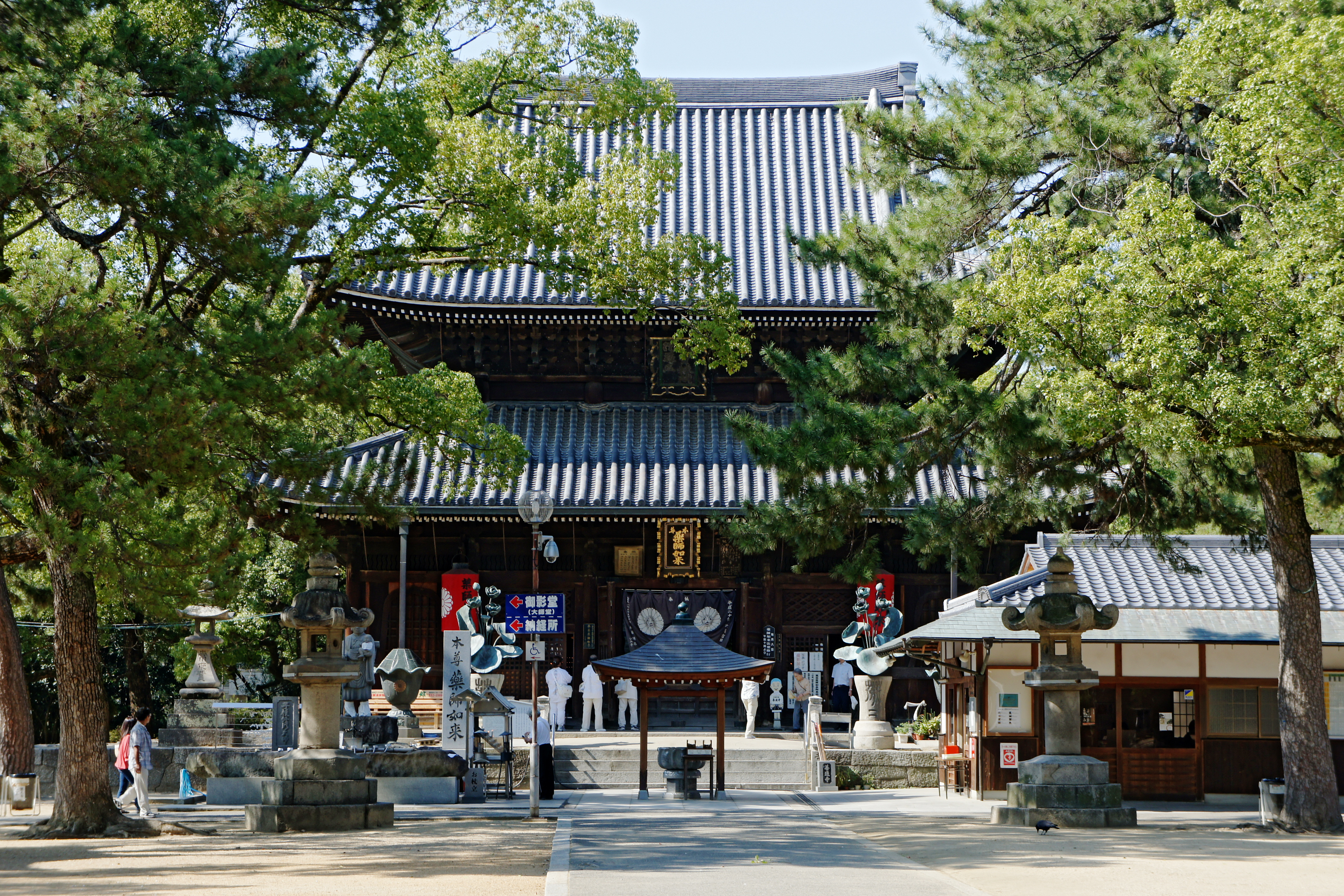
Hall principal (Kon-dō)
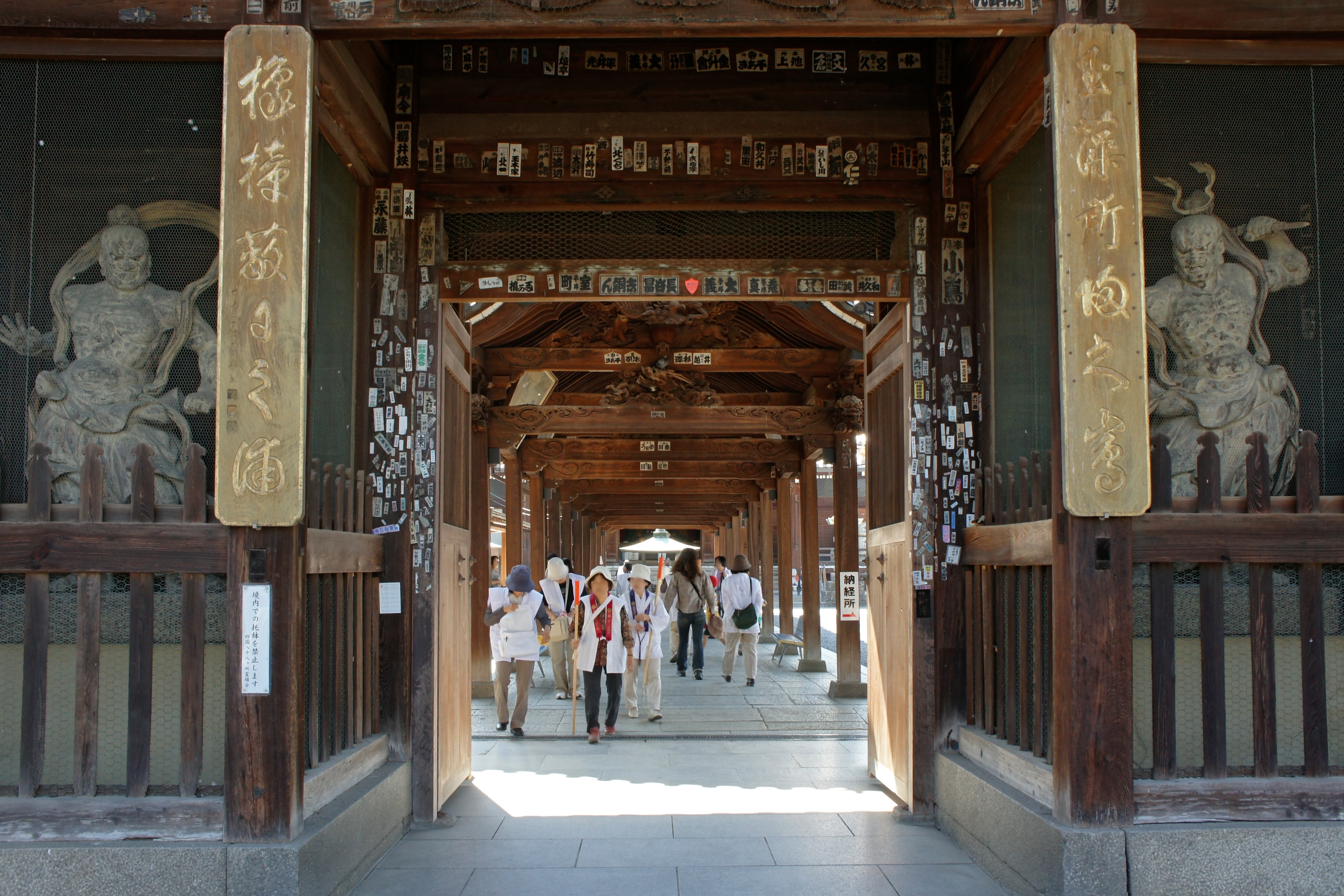
Nio-Gate et Corridor（Kairō）
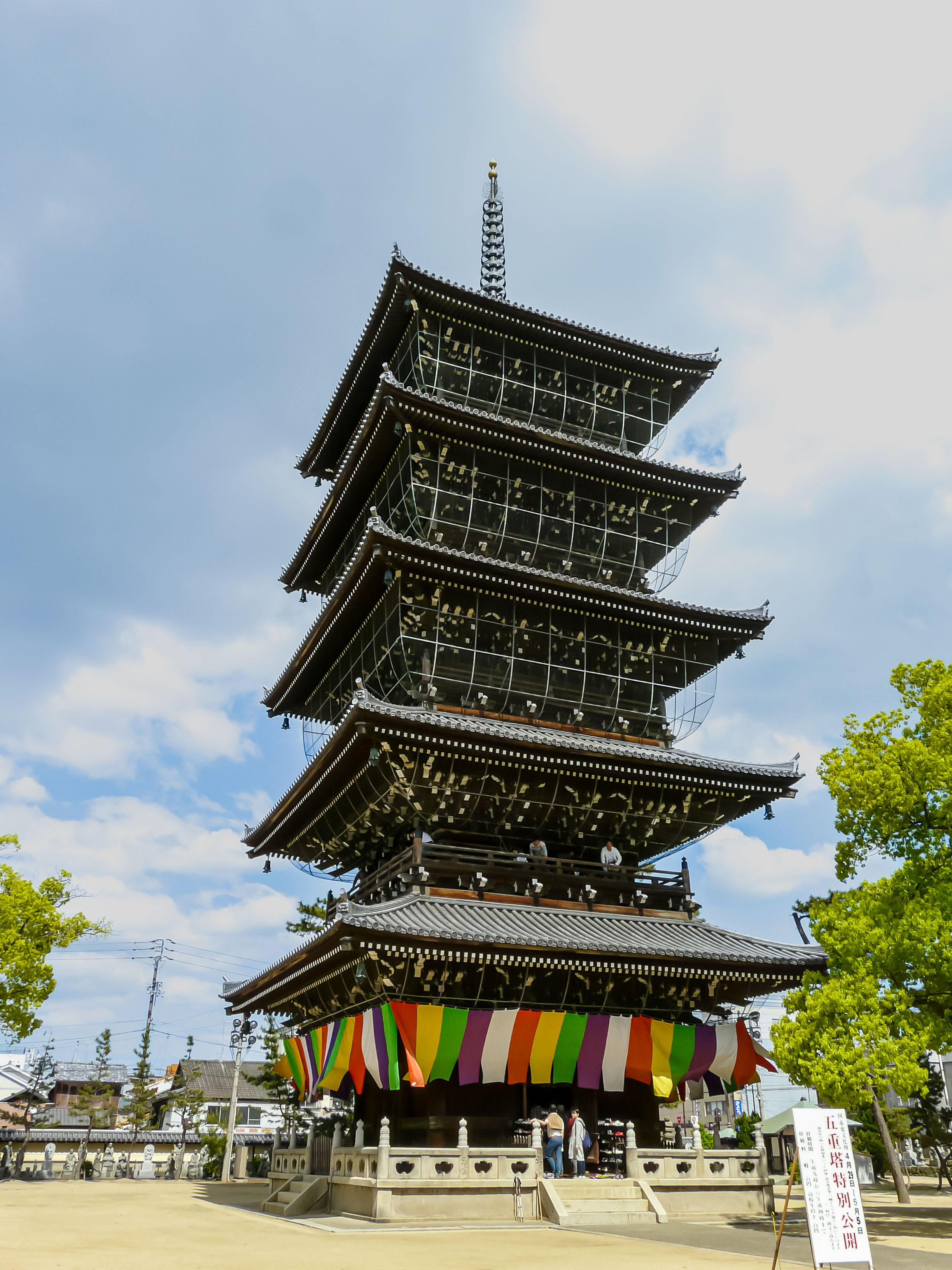
Pagode à cinq étages
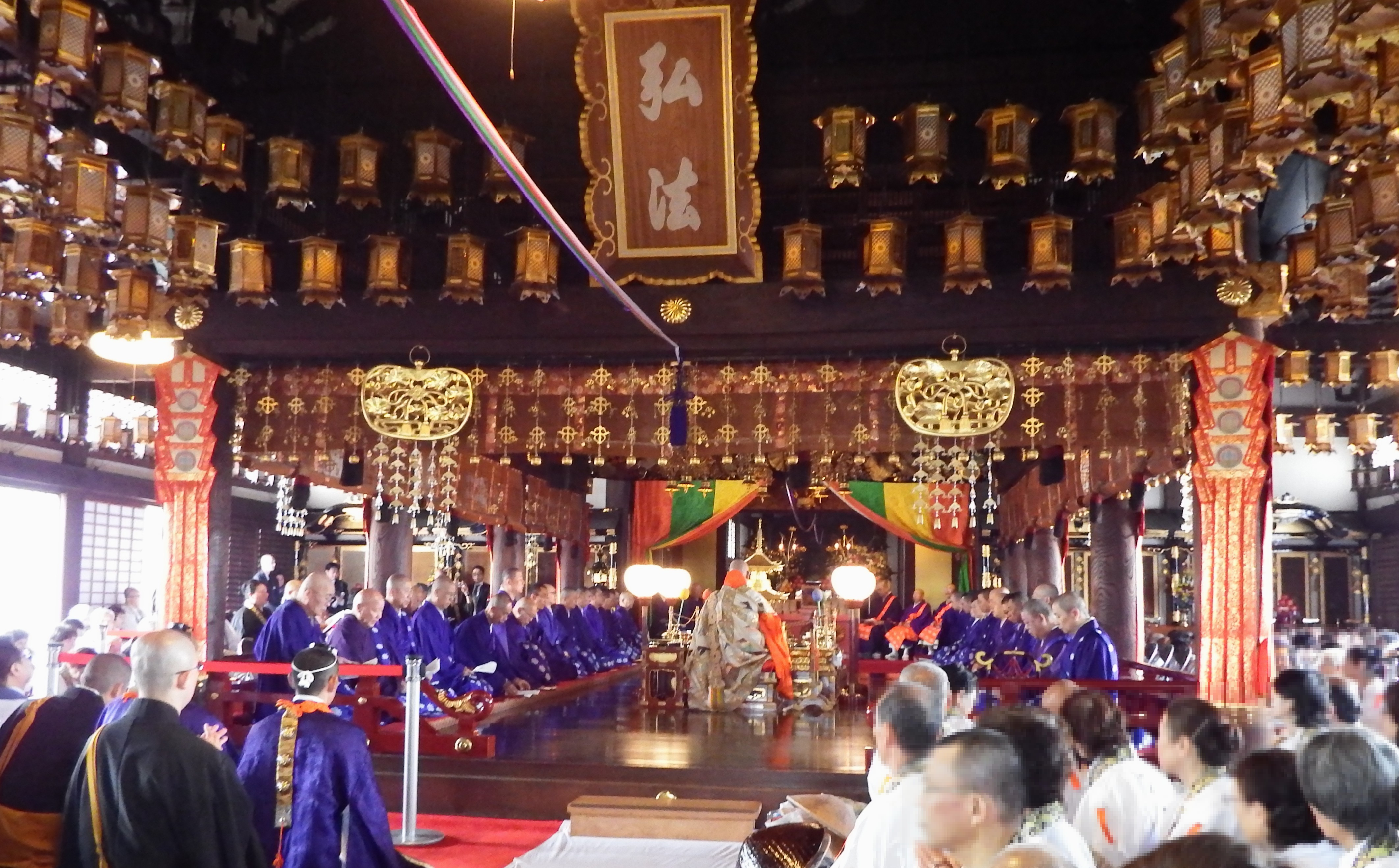

## Source de la traduction
- (en) Cet article est partiellement ou en totalité issu de l’article de Wikipédia en anglais intitulé « Zentsū-ji » (voir la liste des auteurs).